# شطرنج فارسي

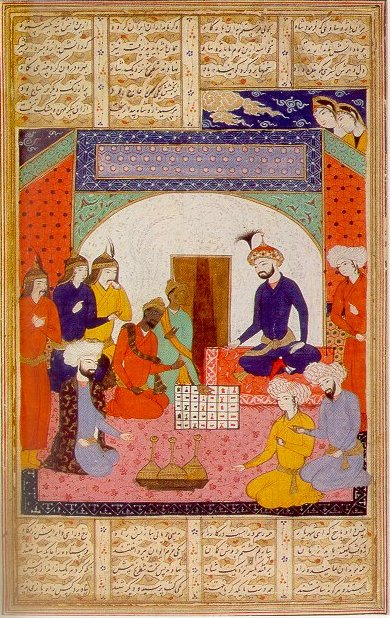
مرسول هندي يقدّم لعبة الشطرنج ويعرف عنها في بلاط فارسي

الشطرنج الفارسي (بالبهلوية: چترنگ) هو سلف لعبة الشطرنج الحديث ونسخة قديمة منه انتقلت إلى العالم العربي من الإمبراطورية الفارسية بعد الفتح الإسلامي لفارس والتي بدورها انتقلت إليها من دولة الهند.
بلغت اللعبة ذروة شهرتها عند العرب أثناء الدولة العباسية وبرع فيها الشطرنجيون ومنهم الصولي وقيلت فيها الأشعار بالمدح والذم معا، ولا يختلف الشطرنج القديم عن الحديث سوى في بعض القوانين الجديدة وطريقة تحريك بعض القطع.

## تأثيل وأصول
الكلمة العربية شطرنج مشتقة من الكلمة السنسكريتية شطورنجا (شطو: أربعة، رنجا: جيش) وفي اللغة البهلوية ظهرت شطرنج بحذف الواو والألف، كعنوان الكتاب «مدائن الشطرنج»، وفي التأثيل الشعبي الفارسي شطرنج مشتقة من «شط» بمعنى 100 و«رنج» بمعنى هموم فتكون «100 هموم»، وقد أشارت الكتابات الفارسية أن الملك أردشير الأول كان بارعا في الشطرنج.

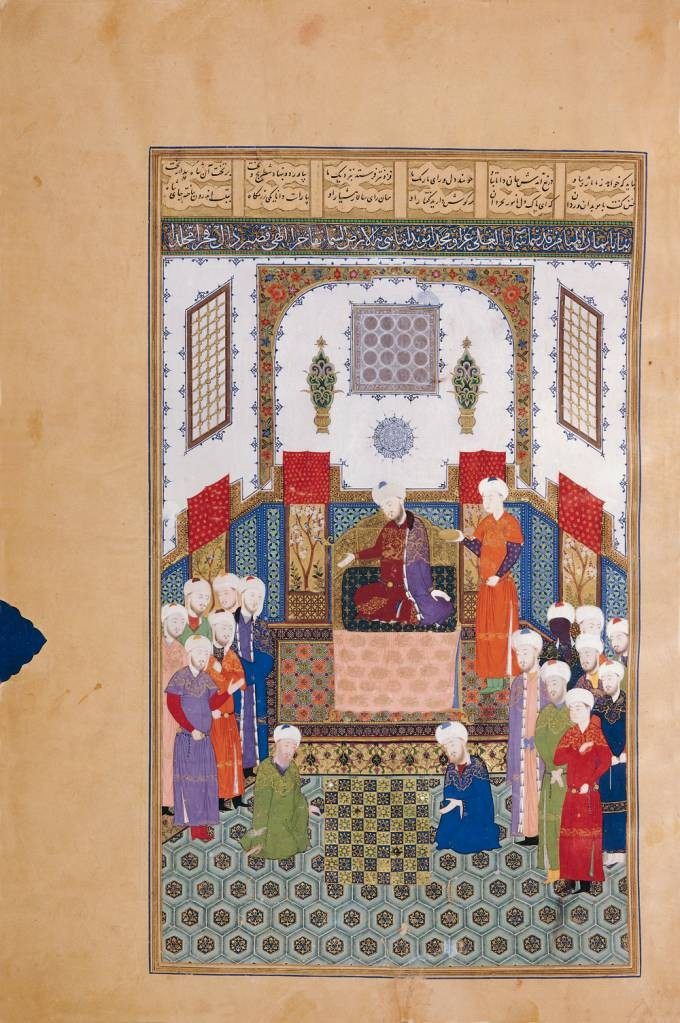
لاعبون يلعبون الشطرنج، منمنمة فارسية من كتاب شاهنامه.
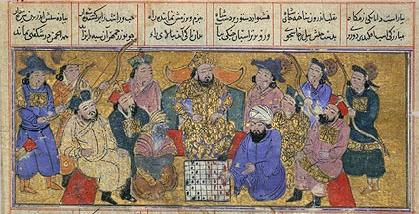
مخطوطة فارسية من القرن 14 تشرح كيف احضر رسول هندي الشطرنج إلى البلاط الفارسي
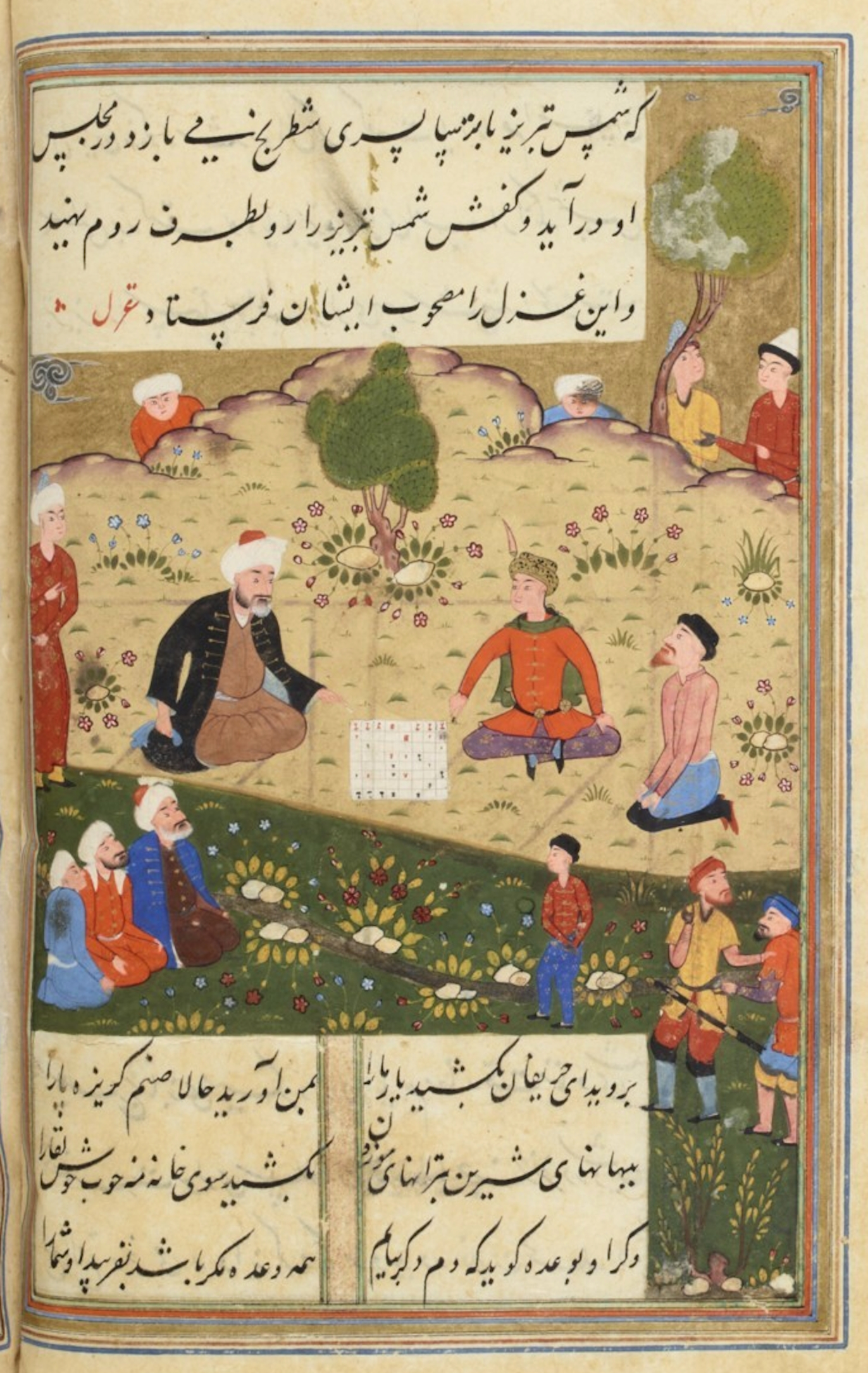
شمس الدين التبريزي كما صُوِّر في رسمة سنة 1500 في نسخة من قصيدة للرومي خصصها للتبريزي.
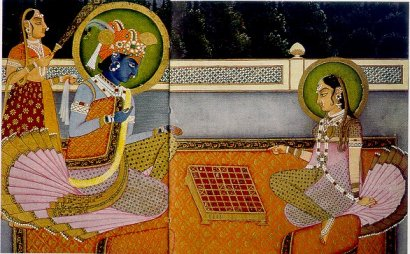
كريشنا ورادها يلعبان الشطرنج في أشتبادا أبعادها 8x8.

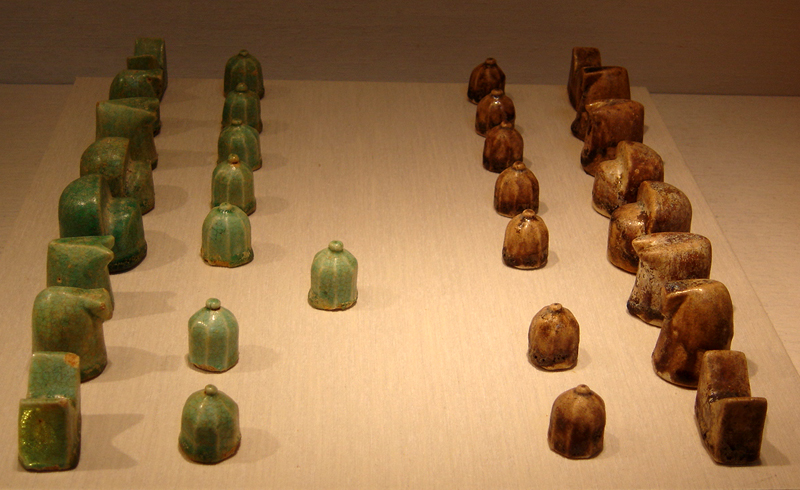
مجموعة شطرنج إيرانية مصقولة من الخزف الحجري في متحف المتروبوليتان للفنون بنيويورك.

خلال عهد الملك كسرى الأول (531–579) تلقى هدية من ملك هندي (ربمأ أحد ملوك سلالة مخاري التي حكمت قنوج)  فيها لعبة شطرنج تتضمن ستة عشر قطعة من الزمرد وستة عشر من الياقوت (أخضر ضد أحمر) ، وقد جاءت هذه اللعبة مع تحدي تمكنت حاشية الملك من حله وقد ذكرت هذه الحادثة أولا في كتاب مدائن الشطرنج وكذلك في كتاب شاهنامه للفردوسي.
عرفت قواعد الشطورنجا في الهند تغيرات كبيرة، لكنها مازالت متعلقة بأربع أنواع من الجيوش (رنجا): الأحصنة، الفيلة، العجلات العربية (القلاع)، والجنود (البيادق) وتلعب في رقعة 8x8، واتبع الشطرنج القديم نفس قواعد الشطورنجا وكذلك هيكلة 16 بيدق، وتوجد متغيرة أكبر برقعة 10x11 في القرن الرابع عشر تسمى شطرنج تيمورلنك أو شطرنج كاميل (الشطرنج المثالي) مع تغييرات طفيفة في هيكلة القطع وتحركاتها.
مع انتشار الإسلام غربا انتشر الشطرنج القديم معه في المغرب العربي ثم إلى إسبانيا (الأندلس قديما) ومنه إلى أروبا وقد أهدى الخليفة هارون الرشيد الملك شارلمان مجموعة قطع شارلمان الشطرنجية واشتهرت اللعبة في أروبا وتطورت عبر الزمن إلى الشطرنج الحالي.

## قوانين
|   | h  | g  | f  | e  | d  | c  | b  | a  |   |
| 8 | a8 | b8 | c8 | d8 | e8 | f8 | g8 | h8 | 8 |
| 7 | a7 | b7 | c7 | d7 | e7 | f7 | g7 | h7 | 7 |
| 6 | a6 | b6 | c6 | d6 | e6 | f6 | g6 | h6 | 6 |
| 5 | a5 | b5 | c5 | d5 | e5 | f5 | g5 | h5 | 5 |
| 4 | a4 | b4 | c4 | d4 | e4 | f4 | g4 | h4 | 4 |
| 3 | a3 | b3 | c3 | d3 | e3 | f3 | g3 | h3 | 3 |
| 2 | a2 | b2 | c2 | d2 | e2 | f2 | g2 | h2 | 2 |
| 1 | a1 | b1 | c1 | d1 | e1 | f1 | g1 | h1 | 1 |
|   | h  | g  | f  | e  | d  | c  | b  | a  |   |

الوضعية الابتدائية للشطرنج القديم مماثلة للشطرنج الحديث باستثناء مكان الملك حيث لم يكن محددا في e1 ويمكن وضعه بشكل اختيار إما في e1 أو d1 مكان الملكة (كما يبين الشكل المقابل) لكن في كلا الحالتين يجب أن يكون الملكين في نفس العمود وقطع الشطرنج القديم هي:
- الشاه (الملك) ويتحرك مثل الملك في الشطرنج الحديث.
- الفرز أو الفرزان ويسمى كذلك الوزير ويتحرك بمربع واحد قطريا وهو سلف قطعة الملكة الحديثة وأحد الفروقات بين اللعبتين، في يومنا الحالي مازالت الملكة تسمى الفرز في روسيا (ферзь)، الوزير في اللغة العربية، (vezér) في اللغة الهنغارية، "vezir" في التركية، "vazīr" في الفارسية ولديها نظيرها في الشطرنج الشطرنج الصيني.
- الرخ (العجلة الحربية بالفارسية) وتتحرك مثل القلعة، وإلى يومنا تسمى كذلك في العربية.
- الفيل (بالفارسية پيل) وهي سلف قطعة الفيل الحديثة ولهما نفس الاسم إلا أن حركتهما تختلف فالقطعة القديمة تتحرك مربعين قطريا ويمكنها القفز فوق القطع التي تعترض حركتها، لايمكن للفيل الوصول سوى لثمن قطع اللوح ولايمكن لأي فيل من الفيلة أخذ فيل آخر أو الاشتراك في مربعات حركة معه، يتضمن الفيل في الشطورانجا بالإضافة إلى هذه الحركة حركتين أخريين، في اليوم الحالي مازالت القطعة تسمى "alfil " في الأسبانية و"alfiere" بالإيطالية، "fil" في التركية و"fīl" بالفارسية وكذلك "слон" بمعنى فيل في الروسية. توجد قطعة في الشطرنج الصيني تسمى الفيل ولها نفس الحركة إلا أنها مقيدة بحيث لا يمكنها القفز ولا يمكنها التحرك خارج نصف اللاعب من الرقعة.
- الحصان (بالفارسية أسب) وتعني الحصان وله حركة مماثلة للحصان في الشطرنج الحديث.
- البيدق كان يسمى بالفارسية سارباز ويسمى كذلك بالفارسية «پیاده» وهو الجندي ويتحرك ويأخذ مثل البيدق في الشطرنج، إلا أنه لا يتحرك مربعين في النقلة الأولى وحين يصل إلى الصف الثامن لا يترقى سوى لفرز.

### فروقات
بالإضافة إلى الفروقات في حركتي الفرز والفيل المبينة بالأعلى؛ يختلف الشطرنج القديم على الحديث في مايلي:
- لا تتحرك البيادق بمربعين في بداية اللعب، ولا يوجد الأخذ بالتجاوز ولا يمكن للبيادق التي وصلت الصف الثامن أن تترقى سوى لفرز.
- القيام بردب للخصم يعتبر فوزا، وأخذ جميع قطعه يعتبر فوزا كذلك مالم يأخذ هو كذلك جميع قطع خصمه في النقلة الموالية.
- التبييت لم يكن موجدا وكان الملك يبقى في المنتصف.
- التعادل بتكرار الوضعية ثلاثا وقاعدة الخمسون نقلة لم تكن موجودة.[4]

## تاريخ
جاء ذكر الشطرنج في قصائد العرب في العصور القديمة، وقد وردت في قصيدة لـ امرؤ القيس العربي الكندي (القرن الخامس الميلادي):
ولاعَبتُها الشِّطرَنج خَيلي تَرَادَفَت***ورُخّـى عَليها دارَ بِالشاهِ بالعَجَل
فَقَــالَت ومَا هَــذا شَطَــارَة لَاعِبٍ***ولكِن قَتلَ الشَّاهِ بالفِيلِ هُو الأَجَل